# Pascal Tayot
Pascal Luc Tayot (* 15. März 1965 in Gennevilliers) ist ein ehemaliger französischer Judoka. Er war Olympiazweiter 1992 und Europameister 1992 und 1993.
Der 1,88 m große Tayot trat bis 1985 und im Jahr 1988 im Halbmittelgewicht bis 78 Kilogramm an; 1986, 1987 und ab 1989 kämpfte er im Mittelgewicht bis 86 Kilogramm.
Tayot war 1984 Zweiter der Junioreneuropameisterschaften und Sieger bei den Studentenweltmeisterschaften, 1985 gewann er die Junioreneuropameisterschaften. 1986 siegte er bei den Militärweltmeisterschaften. 1988 gewann er seinen ersten französischen Meistertitel. Bei den Europameisterschaften 1988 erkämpfte er eine Bronzemedaille. Vier Monate danach bei den Olympischen Spielen 1988 in Seoul unterlag er gegen zwei Deutsche: Im Viertelfinale verlor er gegen den Westdeutschen Frank Wieneke, im Kampf um die Bronzemedaille siegte Torsten Bréchôt aus der DDR, so dass Tayot den fünften Platz belegte. 
Anfang 1989 siegte Tayot erstmals beim Weltcupturnier in Paris, dem Tournoi de Paris; Ende des Jahres gewann er in Paris seinen zweiten französischen Meistertitel. Sowohl 1989 als auch 1990 erkämpfte Tayot mit der französischen Equipe die Silbermedaille bei den Mannschaftseuropameisterschaften. 1991 gewann Tayot wieder beim Tournoi de Paris. Bei den Judo-Weltmeisterschaften 1991 unterlag Tayot im Halbfinale dem US-Judoka Joey Wanag, im Kampf um Bronze siegte der Pole Waldemar Legień. 1992 gewann Tayot abermals das Tournoi de Paris. Drei Monate danach fanden in Paris die Europameisterschaften 1992 statt, Tayot gewann den Titel durch einen Finalsieg über den Rumänen Adrian Croitoru. Zweieinhalb Monate später erreichte Tayot mit vier Siegen das Finale bei den Olympischen Spielen in Barcelona, das Finale gewann der Pole Waldemar Legień mit einer Yuko-Wertung. 1992 und 1993 gewannen die Franzosen die Mannschaftseuropameisterschaften. Bei den Europameisterschaften 1993 siegte Tayot im Finale gegen Apti Magomadov aus der Moldaurepublik.  